# Trachyodynerus
Trachyodynerus är ett släkte av steklar. Trachyodynerus ingår i familjen Eumenidae.
Kladogram enligt Catalogue of Life:
| Trachyodynerus | \| \| Trachyodynerus dancaliensis \| \| \| \| \| \| Trachyodynerus sauditus \| \| \| \| |
|                | \| \| Trachyodynerus dancaliensis \| \| \| \| \| \| Trachyodynerus sauditus \| \| \| \| |
|                | Trachyodynerus dancaliensis                                                             |
|                |                                                                                         |
|                | Trachyodynerus sauditus                                                                 |
|                |                                                                                         |